# Titiscania
Titiscania is een geslacht van weekdieren uit de klasse van de Gastropoda (slakken).

## Soorten
- Titiscania limacina Bergh, 1890
- Titiscania shinkishihataii Is. Taki, 1955